# Media Sports Investments
Media Sports Investments (M.S.I.) est un fonds d'investissement qui est enregistré comme une entreprise à Londres le 31 août 2004 avec les Iraniens Kia Joorabchian et Nojan Bedroud comme directeurs.
Des rumeurs persistantes disent que les oligarques russes Roman Abramovich et Boris Berezovsky sont derrière MSI et que le propriétaire de Chelsea FC Abramovich possède 15 % des actions du capital du groupe.
Corinthians signe un contrat avec MSI qui garantit à l'entreprise une prise de contrôle sur le club, en échange d'investissements importants. La durée du contrat est de dix ans. Cela permet au fond de posséder les contrats de nombreux joueurs du club comme Carlos Tévez, Marcelo Mattos, Gustavo Nery, Roger, Javier Mascherano et Carlos Alberto.
Au début de la saison 2006-2007, MSI est derrière une tentative de Kia Joorabchian prendre le contrôle du club anglais de football West Ham United. Le plan est officiellement abandonné en novembre de la même année lorsque les deux parties échouent à trouver un accord sur la valeur du club.
Le 31 août 2006, les deux plus grandes stars du club, Javier Mascherano et Carlos Tévez sont prêtés à West Ham. Il est alors précisé que la transaction est définitive et non un prêt. Tout autre détail sur le contrat est indisponible. Le 1er septembre 2006, au lendemain du transfert définitif vers West Ham, le club anglais annonce l'ouverture de discussions.
Après la relégation des Corinthians de la première division du championnat du Brésil, le 2 décembre 2007, l'ancien entraîneur de l'équipe Antônio Lopes dit que le fonds d'investissement n'est pas responsable. Joorabchian rejette toute responsabilité et pointe du doigt d'autres personnes comme l'entraîneur brésilien Émerson Leão.